# Spiral Tribe
Spiral Tribe es un sistema de sonido inglés que desarrolló su actividad entre los años 1990 al 1994 dentro del circuito de fiesta libre británico. El colectivo se originó en el Este de Londres y durante más de cuatro años organizó las fiestas más salvajes, innovadoras y masivas de la isla, incluyendo la celebrada en Castlemorton Common en 1992 y que reunió a unas 20 000 personas. Esta fiesta supuso el principio del fin del movimiento freeparty inglés, cuyo final se concretaría con la Criminal Justice Act en 1994, ley tremendamente represiva creada por el gobierno conservador de John Major para detener la expansión de este movimiento y controlar las ocupaciones en las ciudades británicas y los movimientos de los New Age travellers. Fue un duro golpe a la contracultura británica, sobre todo al movimiento Rave, que veía definidas sus fiestas como: "Reuniones de 10 o más personas en las que se escuchan beats repetitivos por altavoces" y que otorgaba a la policía la posibilidad de disolverlas bajo la amenaza de detención. Con esta situación en la isla, algunos miembros de Spiral Tribe deciden en un largo viaje a través de Europa, expandiendo con ello la cultura Freeparty al continente, organizando fiestas masivas que tomarían el nombre de Teknivales y creando un escenario cultural típicamente francés. De acuerdo con Mark Harrison, gurú del colectivo, el nombre se le ocurrió cuando estaba en el trabajo, mirando un póster de espirales interconectados en un caparazón de ammonoidea. Revestidos de un aura de misticismo, su estética y mensaje buscan una reconexión con la madre naturaleza a través de la tecnología. El grupo tuvo una tremenda influencia en la subcultura del freetekno. Los miembros del colectivo lanzaron grabaciones en varios sellos, entre los cuales: Big Life o Network 23, dando nacimiento a diversos sub-estilos de música electrónica.